# Syllis erythropis
Syllis erythropis är en ringmaskart som beskrevs av Grube 1878. Syllis erythropis ingår i släktet Syllis och familjen Syllidae. Inga underarter finns listade i Catalogue of Life.